# Păvălari
Păvălari – wieś w Rumunii, w okręgu Vrancea, w gminie Spulber. W 2011 roku liczyła 142
mieszkańców